# Grande Neva
Pour les articles homonymes, voir Neva (homonymie).
Ne doit pas être confondu avec Grande Nevka.
La Grande Neva (en russe : Большая Нева) est un cours d'eau défluent de la rivière Neva à Saint-Pétersbourg, en Russie. Il commence au niveau du Pont du Palais pour se jeter dans la baie de la Néva.

## Données géographiques
Long d'environ 3,5 km, sa largeur varie entre 200 et 400 mètres et sa profondeur atteint 12,8 mètres. La Moïka, le canal Novo-Admiralteïski, la Priajka et la Fontanka sont des affluents de la Grande Neva. Presque à son embouchure se trouvent la rivière Ekateringofka, ainsi que le canal Maritime (en russe : Морской канал).
Son débit, au niveau de la flèche de l'île Vassilievski, est de 1 520 m3/s, ce qui représente 60 % du débit total de la Neva.

## Curiosités
- Deux ponts franchissent la rivière :
  - le Pont du Palais
  - le pont de l'Annonciation
- La Kunstkamera ou musée d'Ethnographie et d'Anthropologie de l'Académie des sciences de Russie
- L'Académie des sciences de Saint-Pétersbourg
- L'université d'État de Saint-Pétersbourg
- Le palais Menchikov
- L'Académie russe des Beaux-Arts
- L'École des mines de Saint-Pétersbourg
- L'amirauté de Saint-Pétersbourg
- Le Cavalier de bronze
- Le bâtiment du Sénat et du Synode
- Le chantier naval de l'Amirauté
- Le chantier naval de la Baltique